# Weimar-Berka-Blankenhainer Eisenbahn T 05
Der WBBE T 05 war ein Triebwagen der Weimar-Berka-Blankenhainer Eisenbahn (WBBE), der 1935 von der Waggonfabrik Uerdingen ausgeliefert wurde. Dem Triebwagen ist das Bezeichnungsschema der Sekundärbahnen von Herrmann Bachstein zugrunde gelegt. Ab 1950 wurde das Fahrzeug von der Deutschen Reichsbahn übernommen und als VT 137 555 bezeichnet. Das Fahrzeug kann als eines der ersten mit selbsttragender Karosserie bezeichnet werden. Es ist heute nicht mehr vorhanden.

## Geschichte
1935 wurde dieses Fahrzeug bei der Weimar-Berka-Blankenhainer Eisenbahn angeliefert und bei der Hauptwerkstätte in Weimar durch das Maschinenamt Jena abgenommen.
Bei seinem Einsatz konnte das Fahrzeug nicht immer überzeugen. Größere Probleme gab es vor allem mit der Maschinenanlage und den Bremsen. So hatte der Triebwagen schon zwei Monate nach seiner Indienststellung einen Motorschaden, dem bis 1941 noch zwei weitere folgten. Ein Radscheibenbruch und auch einige Auffahrunfälle sind im Betriebsbuch aufgezeichnet. Zusätzlich hatte sich wohl die Lagerung des Dieselmotor-Generatoraggregates im Maschinendrehgestell nicht bewährt. Denn bei einem der Werkstattaufenthalte wurde die Maschinenanlage in den Wagenkasten verlegt. Außerdem war die ursprüngliche verwendete Kurbelwelle mehrere Male Anlass zu Betriebsstörungen. Sie wurde bei einer Ausbesserung durch eine mit Massenausgleich ersetzt.
Trotz allem wurden für die damalige Zeit beachtliche Leistungen gefahren. Von 1935 bis 1940 wurden insgesamt 380.252 Kilometer zurückgelegt. Von 1941 bis 1945 war das Fahrzeug dann insgesamt 25 mal zu Ausbesserungen in der Werkstatt in Weimar. Dabei dauerten die Wekstatt-Aufenthalte von einem Tag bis hin zu zwei Monaten. Der Triebwagen wurde also auch während des Zweiten Weltkrieges weiter betrieben.
Das Fahrzeug war zum 1. Januar 1950 sowie zum 1. Januar 1955 beim Bahnbetriebswerk Weimar in Betrieb. Dann wurde es 1958 an das Bahnbetriebswerk Templin abgegeben und war dort bis 1963 aktiv. Danach wurde es abgestellt und nach einer längeren Abstellphase 1968 ausgemustert. Als Ausmusterungsgrund wird ein defektes Großrad einer Antriebsachse und Schäden nach einem Kabelbrand angegeben. Ersatzteile für den Antriebsmotor waren nicht mehr vorhanden, ein neuer Motor wurde nicht eingebaut.

## Technische Merkmale
Der Wagenkasten war nach damals im Schienenfahrzeugbau noch nicht verwendeten Grundsätzen der Luftfahrt-Technik aufgebaut und kann als einer der ersten selbsttragenden Karosserie bezeichnet werden. Die Seitenwände waren zur besseren Versteifung der tragenden Bauweise mit mehreren Sicken versehen. Aus Sickenblech bestand der Fußboden des Wagenkastens. Die einzelnen Segmente der Karosserie waren punktgeschweißt. Beide Triebwagenhälften waren in der Mitte mit einem Jakobs-Drehgestell verbunden. 
Die drei Drehgestelle waren unterschiedlich gestaltet. Unter der Maschinenanlage befand sich das Maschinendrehgestell, das einen unsymmetrischen Drehpunkt besaß und ursprünglich die Maschinenanlage, bestehend aus Dieselmotor und Hauptgenerator lagerte. Im Jakobs-Drehgestell waren, wie bei den Schnelltriebwagen üblich, die Traktionsfahrmotoren gelagert, das dritte Drehgestell war ein normales Wagengestell unter dem Steuerwagen. 
Die Maschinenanlage bestand aus dem mittelschnell laufenden Dieselmotor W6V 22/30 von MAN und der  von BBC Mannheim gelieferten elektrischen Kraftübertragung. Ursprünglich waren Dieselmotor und Hauptgenerator in einem Tragrahmen im Maschinengestell gelagert. Diese Lagerung muss wenig zuverlässig gewesen sein, denn laut Betriebsbuch wurde erst eine neue Konstruktion vom Hersteller eingebaut, später wurde die Maschinenanlage im Wagenkasten gelagert. Dabei muss die Leistung des Fahrzeuges gedrosselt worden sein, denn zur Übernahme bei der Deutschen Reichsbahn war die Dieselmotorleistung nur noch mit 265 kW angegeben.
Die Inneneinrichtung war als Großraumanlage konzipiert, ein Abteil hatte eine Länge von fast 16 Metern. Im Steuerwagen saß der Lokführer ohne Abtrennung vom Fahrgastabteil, im Maschinenwagen hatte er die Maschinenanlage im Rücken. Außerdem war noch ein Gepäck- und Postabteil vorhanden, das von den Reisenden abgetrennt war. An beiden Stirnseiten des Triebwagens bestanden Übergangstüren mit Tritt, um während der Fahrt in einen angehängten Beiwagen zu gelangen. Die Inneneinrichtung bestand aus Furnier-Beschichtung aus kanadischer Birke. Die Decke des Fahrgastraumes war innen weiß gestrichen, die Seitenwände im unteren Bereich mit grünem Linoleum verkleidet. Die Beleuchtung des Innenraumes geschah durch zwei Reihen Glühlampen, die Fenster waren als Übersetzfenster ausgeführt.